# العوام بن حوشب
العوام بن حوشب (- 148 هـ)، تابعي، وأحد رواة الحديث النبوي.

## سيرته
اسمه أبو عيسى العوام بن حوشب بن يزيد الربعي الواسطي، وكان له من الأَخُوة: خراش بْن حوشب، وطلاب بْن حوشب، وثمامة بْن حوشب، ومزيدة بْن حوشب، ومالك بْن حوشب، ويوسف بْن حوشب. أسلم جده يزيد الربعي على يد علي بن أبي طالب فجعله على شرطته، ووهب له جارية فولدت له حوشبًا، وقال يزيد بن هارون: «كان صاحب أمر بالمعروف ونهي عن المنكر». توفي سنة 148 هـ.

## روايته للحديث النبوي
- روى عن: إبراهيم بْن عَبْد الرحمن السكسكي، وإبراهيم بْن يزيد التَّيْمِيّ، وإبراهيم بن يزيد النخعي، وأزهر بن راشد، والأسود بْن مسعود العنزي، وجبلة بْن سحيم، وحبيب بن أبي ثابت، وأبيه حوشب ين يزيد، وسَعِيد بن جمهان، والسفاح بْن مطر، وسلمة بن كهيل، وسُلَيْمان بْن أَبي سُلَيْمان مولى ابْن عباس، وأبي سفيان طلحة بن نافع، وعبد الله بن السائب، وعَبْد الكريم بْن أَبي المخارق، وعَبْد الملك بْن إياس الشيباني، وعَبْد الملك بْن نافع الكوفي، وعطاء بن السائب، وعَمْرو بْن مرة، وعياش العامري، ومجاهد بن جبر، ويزيد الفقير، وأبي إسحاق السبيعي، وأبي إسحاق الشيباني، وأبي مُحَمَّد مولى عُمَر بْن الخطاب.
- روى عنه: حفص بْن عُمَر الرازي، وسفيان بن حبيب، وابنه سلمة بْن العوام بْن حوشب، وسهل بْن يوسف، وشعبة بن الحجاج، وشعيب بْن ميمون، وابنا أخيه شهاب بن خراش بْن حوشب، وعَبْد اللَّه بْن خراش بْن حوشب، ومُحَمَّد بْن الْحَسَن الواسطي، ومُحَمَّد بْن عُبَيد الطنافسي، ومُحَمَّد بْن يزيد الواسطي، وهشيم بن بشير، ويزيد بن هارون، وأَبُو سفيان الحميري.[3]
- الجرح والتعديل: قال أحمد بن حنبل: «ثقة ثقة»، ووثّقه يحيى بن معين وأبو زرعة الرازي، وقال أبو حاتم الرازي: «صالح، ليس بِهِ بأس»، وقال النسائي: «ليس به بأس»، وقال العجلي: «ثقة صاحب سنة، ثبت، صالح، روى نحوا من مئتي حديث أو أكثر قليلا» روى له الجماعة.[3]